# SAPO

Umělecké ztvárnění SAPO

SAPO (akronym ze slov samočinný počítač) byl první programovatelný počítač vyrobený v Československu. Reléový počítač s magnetickou bubnovou pamětí o kapacitě 1024 32bitových slov navrhl Antonín Svoboda v letech 1950–1951 tak, aby pracoval spolehlivě i v případě výskytu chyb způsobených velkým množstvím nepříliš spolehlivých součástí. Konstrukce fukčního prototypu však nabrala několikaleté zpoždění, takže již při dokončení v roce 1957 byl zastaralý, protože elektronkové a tranzistorové počítače té doby dosahovaly o několik řádů vyššího výpočetního výkonu. Počítač zabíral plochu 100 m2 a byl v provozu v letech 1957–1960 v budově č.p. 3 na Loretánském náměstí v Praze.

## Historie
Projektování počítače SAPO začalo v roce 1950 v Ústavu matematických strojů ČSAV. Vedoucím projektu byl Antonín Svoboda, který měl zkušenosti s prvními americkými počítači, které poznal v roce 1949 při svém pobytu na MIT. Významný podíl na konstrukci měli Václav Černý, Jan Oblonský a Zdeněk Korvas. Projekt byl dokončen v roce 1951. Kvůli problémům s výrobou a dodávkami součástek byl do provozu uveden na přelomu let 1957–1958. Pracoval do února roku 1960, kdy došlo k požáru v reléové části stroje. Požár sice poškodil pouze 2 % z celkového zařízení, ale vzhledem k konstrukční zastaralosti relé nebyl již opraven.

## Technické parametry
- Výpočetní rychlost byla 10000 operací/hod (cca 3 operace za sekundu).
- Operační paměť s kapacitou 1024 32bitových slov (4 kB) byla tvořena magnetickým bubnem rotujícím rychlostí 3000 ot/min (50 ot/sec).
- Instrukční soubor obsahoval aritmetické instrukce s 5 adresami (1. operand, 2. operand, výsledek, skok při kladném výsledku, skok při záporném výsledku).
- Operační jednotky zpracovávaly čísla v plovoucí řádové čárce.
- Celosvětově průkopnickou vlastností bylo ztrojení aritmeticko-logické jednotky (ALU, operační jednotka) pro zvýšení spolehlivosti. Výsledky každé instrukce se porovnávaly a byla použita hodnota, na níž se shodly alespoň dvě jednotky; pokud se výsledky ze všech 3 jednotek lišily, byla ohlášena chyba a výpočet zopakován.
- Počítač obsahoval celkem 7000 relé a 380 elektronek v zesilovačích periferií. Velký počet relé si vyžádala robustní konstrukce (3x2000 relé operační jednotky a 1000 relé řadič).
- Vstupním zařízením byla čtečka děrných štítků.
- Výstupním zařízením byla děrovačka děrných štítků.
- Počítač zabíral pět místností o celkové ploše přes 100 m².
- Elektrický příkon 15 kW.